# Saint-Jean-Saint-Nicolas
Saint-Jean-Saint-Nicolas là một xã của tỉnh Hautes-Alpes, thuộc vùng Provence-Alpes-Côte d'Azur, đông nam nước Pháp.